# Venti giorni all'ombra
Venti giorni all'ombra è un film muto italiano del 1918 diretto da Gennaro Righelli.